# Parafia św. Mikołaja w Nowym Dworze
Parafia św. Mikołaja – parafia prawosławna w Nowym Dworze, w dekanacie Sokółka diecezji białostocko-gdańskiej.
Na terenie parafii funkcjonuje 1 cerkiew:
- cerkiew św. Mikołaja w Nowym Dworze – parafialna

## Historia

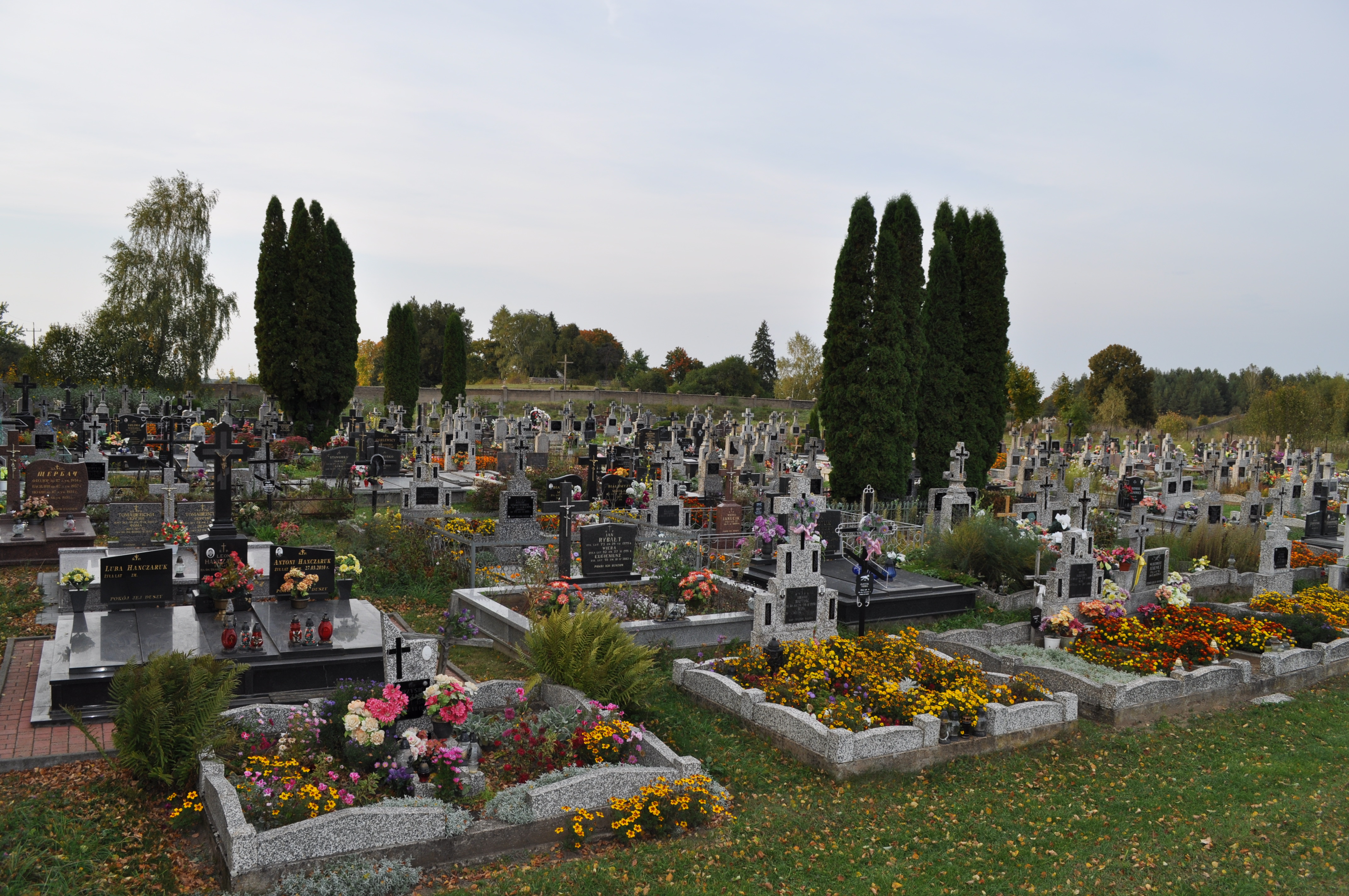
Zabytkowy cmentarz parafialny

Pierwsze informacje o istnieniu cerkwi w Nowym Dworze pochodzą z początku XVII w. Na początku XX w. powstała drewniana cerkiew, rozebrana w 1924. Parafię zlikwidowano a wiernych przypisano do parafii w Jacznie. W latach 1931–1939 nabożeństwa znów odbywały się w Nowym Dworze w pomieszczeniu zastępczym, a w 1939 urządzono kaplicę w domu parafialnym.
W 1955 została zbudowana obecna, murowana cerkiew, a w 1956 parafia w Nowym Dworze została reaktywowana. W 1981 powstał nowy dom parafialny. Parafia posiada zabytkowy cmentarz grzebalny o powierzchni 2 ha.
W 2017 parafia liczyła 200 osób.

## Zasięg terytorialny
Do parafii należą miejscowości: Nowy Dwór, Bierniki, Bobra Wielka, Butrymowce, Chilmony, Chilmony-Kolonia, Chworościany, Dubaśno, Grzebienie-Kolonia, Koniuszki, Kudrawka-Kolonia i Synkowce.

## Wykaz proboszczów
- ok. 1912 – ks. Cencewicz
- 1931–1939 – ks. Mikołaj Niesłuchowski (administrator)
- 1939–1945 – ks. Cyryl Kowalczuk (administrator)
- 1946–1969 – ks. Mikołaj Szczur (do 1956 administrator)
- 1969–1970 – p.o. ks. Rafał Czystowski i ks. Grzegorz Szyryński
- 1970–1972 – ks. Grzegorz Ostaszewski
- 1972–1976 – ks. Aleksy Szepielow
- 1976–1983 – ks. Jan Jaroszuk
- 1983–2021[4] – ks. Józef Sitkiewicz
- od 2022[1] – ks. Dawid Sulima